# Jan Kuben
Jan Kuben, také Johannes Kuben, nebo Joannes Anton R. Kuben SJ, přezdívaný Domácí Apellés (15. prosince 1697 Kladská Bystřice – 1770 Opolí) byl člen řádu Tovaryšstva Ježíšova, malíř a freskař pozdního baroka, matematik a učitel, činný v Čechách, na Moravě a ve Slezsku.

## Život

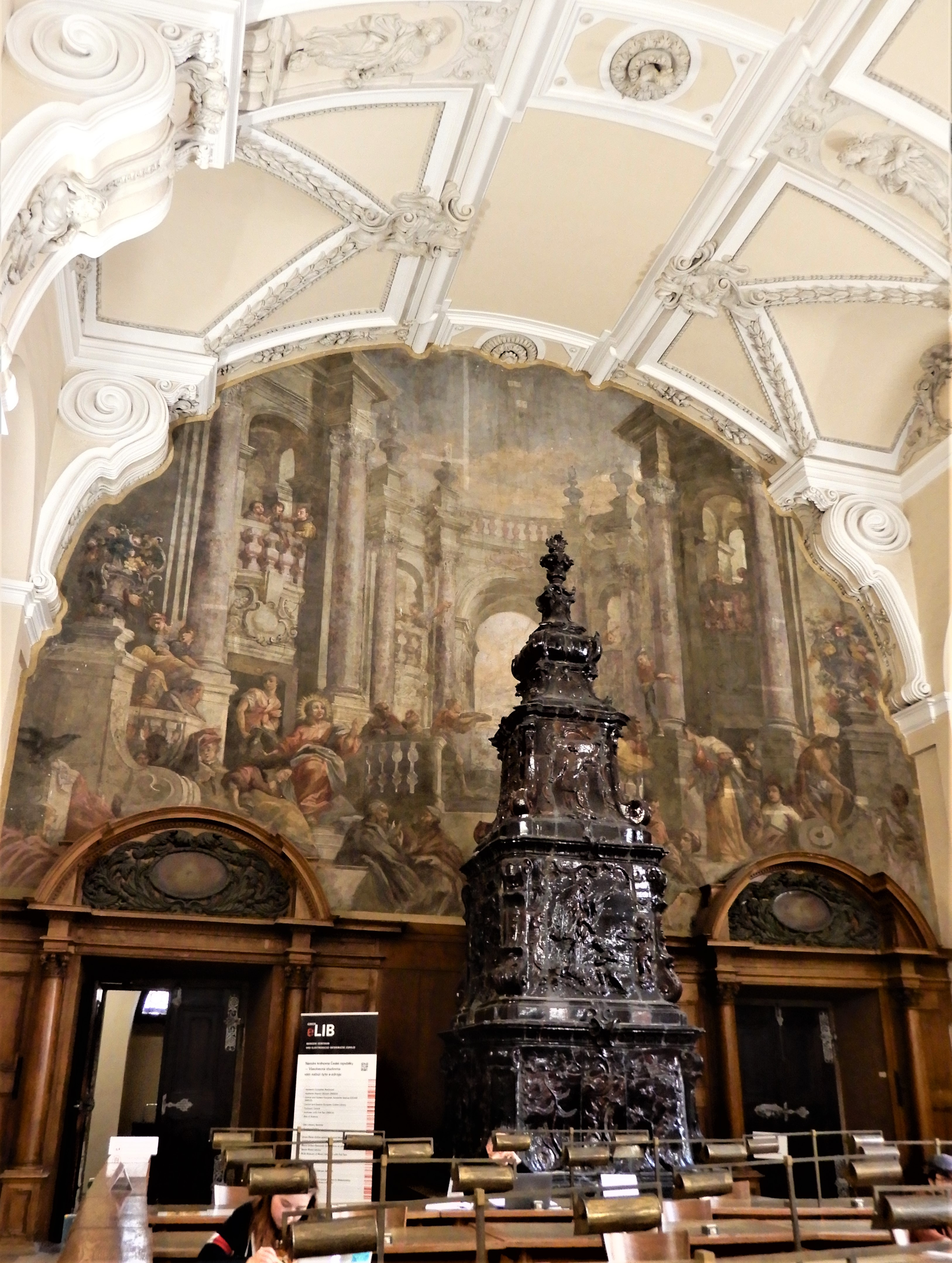
Návštěva Krista v domě Lazarově, Klementinum (1738)

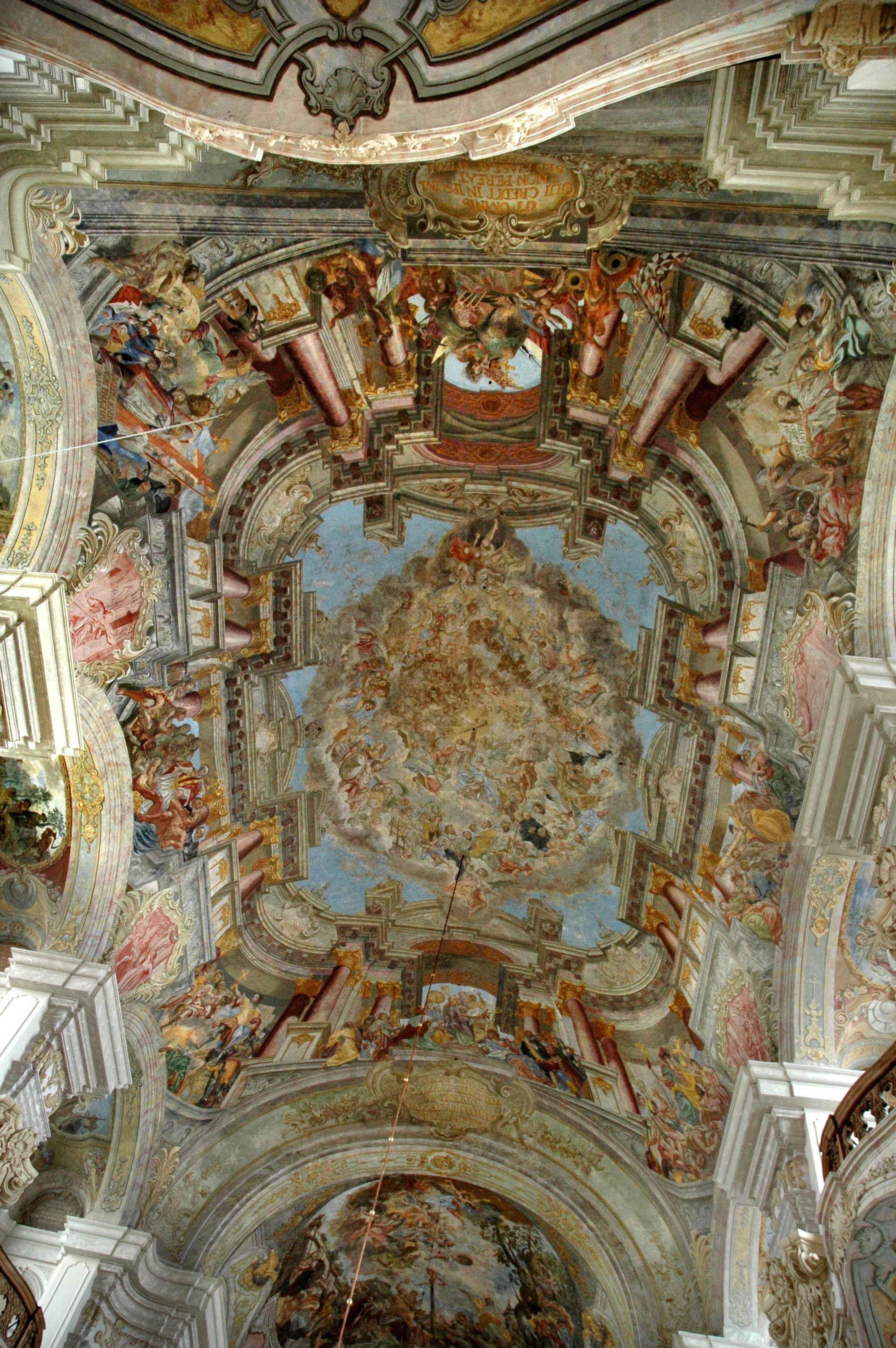
Malba na klenbě kostela sv. Kříže, Brzeg

Byl synem soukeníka Franze Kubena z Kladské Bystřice. V roce 1719 vstoupil do jezuitského řádu jako novic v Brně. V letech 1722–1728 studoval filozofii a teologii v koleji v Olomouci, kde se seznámil s monumentální barokní malbou Jana Kryštofa Handkeho. V roce 1728 byl povolán do koleje v Tarnovských Horách a do rezidence v Piekarech, kde vytvořil oltářní obraz v kostele sv. Rozálie.
Inspirován příkladem Andrey Pozza a jeho traktátu Perspectiva pictorum et architectorum a poučen vlastním studiem geometrie, zařadil se mezi nejvýraznější tvůrce iluzivních kvadratur ve Slezsku i v Čechách. Z vědeckých zájmů vynikl v letech 1733–1737 jako matematik, byl členem prezidia Matematického muzea, profesorem matematiky a katechetou pražské staroměstské koleje Klementinum, v té době nejvýznamnější jezuitské univerzity v zemích České koruny. V témže období namaloval fresky na klenbách a stěnách Starého matematického muzea, fresku v refektáři (nyní Všeobecná studovna Národní knihovny ČR a sedm iluzivních scén na klenbách či oltářích klementinských kaplí.
Od roku 1740 působil především v Brzegu, kde namaloval fresky na klenbě kostela Povýšení svatého Kříže a v chóru iluzivní oltář s výjevem Povýšení sv. Kříže a vnitřní úpravou kostela.
V roce 1757 se přestěhoval do Opole, kde zůstal až do své smrti v roce 1770.

## Dílo
- Oltářní obraz v kostele sv. Rozálie, při jezuitské rezidenci ve Slezských Piekarech
- Nástropní malby ze života sv. Klimenta; v příčné lodi nástěnné malby Příchod Svatých tří králů a Zmrtvýchvstání, na stěnách presbytáře ve štukových rámcích Křest Páně a Svatý Jan Křtitel, vše v kostele sv. Klimenta v Odolena Vodě (1735–1737)[2] K roku 1735 byl v tamní farní knize zaznamenán jako A. R. P. Joannes Kuben, sacerdos.[3]
- Proměnění Páně na hoře Tábor ve štukovém rámu a čtyři andílci, na stropě bývalé kaple, (nyní kancelář) v 1. patře Klementina, (30. léta 18. století)[4]
- Apoteóza sv. Eligia a cechovní poklad staroměstských zlatníků, malba na klenbě bývalé kaple sv. Eligia (nyní kancelář) v 1. patře Klementina, (1737–1738)
- Návštěva Krista v domě Lazarově, freska na západní stěně refektáře Klementina (1738), iluzivní architektura vychází z předloh Andrey Pozza v traktátu Perspectiva pictorum et architectorum. Pozzovi byla původně tato freska zadána, ale zemřel dříve, než ji mohl provést.[5]
- Oslava Svatého kříže a jezuité v jeho službách, uprostřed Oslava Svatého kříže, okolo devět scén z činnosti jezuitů ve světě, jejich světců a dalších biblických hrdinů; klenba kostela sv. Kříže v Brzegu (1739–1745)
- Povýšení Svatého kříže byzantským císařem Herakleiem a jeruzalémským patriarchou Zachariášem, iluzivní oltář v chóru téhož kostela v Brzegu.